# Mahmoud Delshad
Mahmoud Shakoor Delshad (em persa: محمود شکور دلشاد, nascido em 25 de março de 1953) é um ex-ciclista olímpico iraniano. Delshad representou sua nação na prova de estrada nos Jogos Olímpicos de Verão de 1976, em Montreal.